# ドラゴンボールZ (1989年の映画)
『ドラゴンボールZ』（ドラゴンボールゼット）は、1989年7月15日に公開された『ドラゴンボール』シリーズの劇場公開作第4弾であり、『ドラゴンボールZ』初の劇場作品である。監督は西尾大介。
夏休みの東映まんがまつり（最終興行）の1作品として上映された。同時上映作は『悪魔くん』、『ひみつのアッコちゃん 海だ!おばけだ!!夏祭り』、『機動刑事ジバン』。

## 解説
サブタイトルなし。『ドラゴンボールZ 映画編 復活のフュージョン!!悟空とベジータ』にて『ドラゴンボールZ オラの悟飯をかえせ!!』のタイトルで紹介され、『DRAGON BALL大全集6』では『オラの悟飯をかえせッ!!』がビデオ版タイトルであると記載されていたが、2019年現在ではキャッチフレーズとして扱われ、バンダイチャンネルなどの公式配信ではサブタイトルなしに統一されている。
当初は前作『ドラゴンボール 摩訶不思議大冒険』の1年後の設定で、TVシリーズのピッコロ大魔王編を劇場用として新たに制作される予定だった。その内容はクリリンの死から始まり、ヤジロベーやチチなどの少年時代の孫悟空との出会いも描かれるはずだったが、TVシリーズが『ドラゴンボールZ』に改題されたため、内容も変更された。前作までの劇場版独自の流れはここで打ち切られ、これ以降の劇場用作品はいずれも、TVシリーズの延長線上のような物語が製作されることとなる。
ストーリーは「幼い悟飯が登場していることから悟空とチチの結婚以降なのは間違いない。だがラディッツ戦で死亡する悟空が生きている点などから、ラディッツ襲来よりは前の事件のようだ」と『DRAGON BALL大全集』には記述されている。ただし本作では悟飯とクリリンはすでに面識があるが、原作やTVシリーズにおける2人の初対面はラディッツ来襲時である。なお、本作の敵役であるガーリックJr.は、後にTVシリーズでのオリジナルストーリー「魔凶星編（ガーリックJr.編）」（第108話 - 第116話）にて復活し、再登場を果たす。
原作やTVシリーズで悟空が青年となってからはほとんど使わなくなった如意棒を本作では再び使用している。

## あらすじ
時は第23回天下一武道会から数年後。武道会で悟空に敗れたピッコロが、今度こそ悟空を倒すために荒野で修行をしている途中で、謎の一団の襲撃を受ける。一方、パオズ山で暮らす悟空一家にも異変が起こった。悟空が不在の間に、チチと牛魔王が何者かに襲われた上、悟飯が四星球ごと盗まれたのだ。
黒幕であるガーリックJr.は、ドラゴンボールを全て集め、自身の居城であるガーリック城にて神龍を呼び出し、永遠の命をもらい受けた。ほどなくして、ドラゴンレーダーで位置を知った悟空はガーリック一味と対峙するが、その途中で神が現れ、ガーリックと睨み合う。悟空はガーリック3人衆と戦うが、その途中でクリリン、さらに悟空の敵であるはずのピッコロも現れた。悟空たちとガーリックJr.たちの戦いが始まる。

## 登場人物

### レギュラーキャラクター
- 孫悟空、孫悟飯 - 野沢雅子
- ピッコロ大魔王 - 古川登志夫
- ブルマ - 鶴ひろみ
- クリリン - 田中真弓
- 牛魔王、海ガメ[4] - 郷里大輔
- チチ - 荘真由美
- 亀仙人 - 宮内幸平
- 神様 - 青野武
- 神龍 - 内海賢二
- ナレーション - 八奈見乗児

### ゲストキャラクター
調味料や香辛料などに由来する名前を持つ。
ガーリックJr.
声 - 神谷明
300年前に先代の神に反逆して敗れたガーリックの息子にして生まれ変わりでもある。一人称は変身前も変身後も一貫して「私」だが、アニメ版で再登場した際には変身後に「俺」を使用することもあった。神によれば、ガーリックが神の後継者に選ばれなかったのは、先代の神がガーリックの野望を見抜いていたからで、それを不服としたガーリックは先代の神に封印された際に「300年後に復活する」と言い残し、その復讐を息子に託したという。ドラゴンボールによって永遠の命を得た唯一の悪役であり、ガーリック3人衆を率いて父の無念をはらすべく、神に復讐を敢行する。普段は非常に小柄な体格だが、本気を出すことで体の色が変化するとともに、筋骨隆々の姿に変身し、戦闘力が増幅してスピードとパワーがアップする。小柄な形態でさえ神を圧倒する実力を見せ、悟空とピッコロの2人と戦う際は上述のような巨体へと変化した。
神はガーリックJr.と1度戦い、その強さを受けて刺し違えることを決意したが、その直前に悟空とピッコロが現れ、ガーリックJr.は2人と戦うことになる。巨大化したガーリックJr.は悟空たちを圧倒するが、悟空たちが重い道着を脱いだことで形勢を逆転させられると、空間にゆがみを発生させてあらゆるものを吸い込み、一条の光も届かない暗黒の世界の異次元空間「デッドゾーン」を作り出した。悟空たちはそれに吸い込まれそうになるが、眠っていた悟飯が秘められた力を爆発させたことで、ガーリックJr.は自ら作り出したデッドゾーンに吸い込まれていき、永遠の命を得たことを誇りながら闇の世界へと封印されていった。エンディングでは亜空間の破片から痩せ細った姿で脱出を試みようともがき苦しむ姿が一瞬だけ映し出されている。
のちに『ドラゴンボールZ』のオリジナルストーリーにて再登場。デッドゾーンの中で永遠に過ごすかと思われたガーリックJr.だったが、故郷である魔凶星の接近によって潜在能力が目覚めて大幅なパワーアップを果たし、自力でデッドゾーンから脱出し、再度神の座を得るべく新たな部下である魔族四天王を率いて動き出す。神様の神殿を魔族四天王と共に襲撃し、ミスター・ポポと神様を捕らえ小瓶の中に幽閉した。この時、一味全員が地球人ではなく、生まれながらの魔族である魔凶星人だったことが判明した。アクアミストで人間を魔族に変え、世界を魔族の王国にせんと目論むが、悟飯らの活躍によって力の源である魔凶星を破壊されたことで筋骨隆々な姿から急激に痩せ細ってパワーを失い、再びデッドゾーンへと吸い込まれて今度こそ永久に封印されることとなった。なお復活した際には、父親であるガーリックをドラゴンボールで生き返らせようとしていた。
名の由来はニンニクの英文読みのガーリックから。
ガーリック3人衆
ジンジャー
声 - 戸谷公次
ガーリックJr.の部下である3人衆のリーダー格で、小柄ながら鋭い攻撃力を持つ。気配を悟られずに牛魔王を背後から簡単に倒し、チチの攻撃を衝撃波で跳ね返して逆にダメージを与えるほどの使い手。「ショウガヤキーッ!」の掛け声で巨大化する。
ニッキー、サンショと3人で悟空に襲い掛かる。最後は体から二本の刀を出して悟空と戦うが蹴り飛ばされ、エネルギー波を撃つもかめはめ波で押し返され、直撃を受けてニッキーとともに倒された。
名の由来はショウガの英文読みのジンジャー。
ニッキー
声 - 千葉繁
女性的な言動が特徴で子供に甘い一面がある。誘拐してきた悟飯の世話を任されたが、子供が食べると酔っ払う林檎を悟飯が食べた際にはかなり手を焼いていた。しかし戦闘力は高く、ジンジャーと同じく体から刀を取り出して悟空に斬り付けた。「ノドアメーッ!」の掛け声で巨大化する。
悟空が伸ばした如意棒の攻撃を食らって吹き飛ばされ、さらにジンジャーへ向けて放ったかめはめ波の巻き添えを受けてジンジャーともども倒された。
名の由来は肉桂（にくけい）。
サンショ
声 - 堀之紀
3人衆の中では一番の巨体。「ウナジューッ!」の掛け声でさらに巨大化する。物語の冒頭では3人がかりの不意打ちでピッコロを倒したが、ガーリック城での悟空との戦闘中に突如現れたピッコロには苦戦し、反撃するもことごとくかわされる。最期はピッコロの渾身の一撃によって殴り飛ばされ「1人ずつでは他愛もない奴ら」と罵られてエネルギー波で止めを刺された。
名の由来はサンショウ。

## スタッフ
- 製作総指揮 - 今田智憲
- 原作 - 鳥山明
- 企画 - 森下孝三
- 製作担当 - 岸本松司
- 脚本 - 小山高生
- 音楽 - 菊池俊輔
- 撮影監督 - 池上元秋
- 編集 - 福光伸一
- 録音 - 二宮健治
- 美術監督 - 池田祐二
- 作画監督 - 前田実
- 監督 - 西尾大介
- 原画 - 須田正己、神志那弘志、竹内浩志、吉松孝博、海老沢幸男、江口寿志、中鶴勝祥 他

## 主題歌
オープニングテーマ - 「CHA-LA HEAD-CHA-LA」
作詞 - 森雪之丞 / 作曲 - 清岡千穂 / 編曲 - 山本健司 / 歌 - 影山ヒロノブ
エンディングテーマ - 「でてこいとびきりZENKAIパワー!」
作詞 - 荒川稔久 / 作曲 - 池毅、編曲 - 山本健司 / 歌 - MANNA
挿入歌 - 「天下一ゴハン」
作詞 - 岩室先子 / 作曲 - 池毅 / 編曲 - 山本健司 / 歌 - 野沢雅子

## 映像ソフト
いずれも東映ビデオより発売。
- VHS
  - ドラゴンボールZ
1990年2月9日発売。
  - ドラゴンボールZ（廉価版）
1996年11月発売。
- LD
  - ドラゴンボールZ
1990年2月9日発売。
- DVD
  - DRAGON BALL 劇場版 DVDBOX DRAGON BOX THE MOVIES
2006年4月14日発売。
  - DRAGON BALL THE MOVIES #01 ドラゴンボールZ
2008年8月8日発売。
- Blu-ray
  - DRAGON BALL THE MOVIES Blu‐ray ♯01
2018年11月2日発売。

## 関連書籍
- ジャンプ・アニメコミックス ドラゴンボールZ - 集英社、1994年9月24日、ISBN 4-8342-1198-3